# Seeschlacht von Grenada
Die Seeschlacht von Grenada (englisch: Battle of Grenada, französisch: Bataille de la Grenade) war eine Schlacht am 6. Juli 1779 zwischen britischen und französischen Seestreitkräften vor der Insel Grenada.

## Hintergrund
Frankreich war im Februar 1778 in den Amerikanischen Unabhängigkeitskrieg auf Seiten der Kolonien eingetreten. Im August desselben Jahres traf ein französisches Geschwader unter Admiral Comte d’Estaing zur Unterstützung der Amerikaner in Neuengland ein. Bei einem ersten Zusammentreffen mit einem britischen Geschwader unter Admiral Richard Howe kam es trotz langem Manövrieren zu keinem Gefecht. Nachdem die Briten im Dezember die Insel St. Lucia genommen hatten, schlug ein Gegenangriff unter d’Estaing fehl. Im Gegenzug landete d’Estaing in Grenada, um die Insel zu nehmen.

## Die Schlacht
In der ersten Juliwoche 1779 begannen die Franzosen Truppen in Grenada zu landen. Am Morgen des 6. Juli lag das Geschwader mit 25 Linienschiffen und 5 Fregatten sowie den Transportschiffen noch vor dem Hafen von Saint George’s. Das britische Westindiengeschwader unter Vizeadmiral John Byron griff mit 21 Linienschiffen und einer Fregatte an. Byron, der die Schiffe vor Anker sah, schätzte die Lage falsch ein und gab das Kommando Allgemeine Jagd. Den Franzosen gelang es recht schnell, sich in Kiellinie zu formieren, und die vordersten angreifenden britischen Schiffe wurden schwer getroffen. Byron versuchte ebenfalls noch eine Kiellinie zu bilden, wurde aber im weiteren Verlauf von den Franzosen abgewehrt. Um die Mittagszeit endete der Kampf ohne eindeutiges Ergebnis. Obwohl einige britische Schiffe schwer beschädigt wurden, versäumte es d’Estaing, diese zu vernichten.

### Schlachtordnung

#### Großbritannien
| Schiff            | Kanonen | Kommandant                        | Verluste | Verluste  | Verluste  | Anmerkungen                                      |
| Schiff            | Kanonen | Kommandant                        | getötet  | verwundet | Insgesamt | Anmerkungen                                      |
| Vorhut            | Vorhut  | Vorhut                            | Vorhut   | Vorhut    | Vorhut    | Vorhut                                           |
| ----------------- | ------- | --------------------------------- | -------- | --------- | --------- | ------------------------------------------------ |
| Suffolk           | 74      | Hugh Cloberry Christian           | 7        | 25        | 32        |                                                  |
| Boyne             | 68      | Herbert Sawyer                    | 12       | 30        | 42        |                                                  |
| Royal Oak         | 74      | Thomas Fitzherbert                | 4        | 12        | 16        |                                                  |
| Prince of Wales   | 74      | Benjamin Hill                     | 26       | 46        | 72        | Geschwaderflaggschiff                            |
| Magnificent       | 74      | John Elphinstone                  | 8        | 11        | 19        |                                                  |
| Trident           | 64      | Anthony James Pye Molloy          | 3        | 6         | 9         |                                                  |
| Medway            | 60      | William Affleck                   | 0        | 4         | 4         |                                                  |
| Zentrum           |         |                                   |          |           |           |                                                  |
| Fame              | 74      | Thomas Collingwood, John Butchart | 4        | 9         | 13        |                                                  |
| Nonsuch           | 64      | Samuel Reeve                      | 0        | 0         | 0         |                                                  |
| Sultan            | 74      | Alan Gardner                      | 16       | 39        | 55        |                                                  |
| Princess Royal    | 98      | William Blair                     | 3        | 6         | 9         | Flottenflaggschiff                               |
| Albion            | 74      | George Bowyer                     | 0        | 2         | 2         |                                                  |
| Stirling Castle   | 64      | Robert Carkett                    | 2        | 6         | 8         |                                                  |
| Elisabeth         | 74      | Frederick Lewis Maitland          | 1        | 2         | 3         |                                                  |
| Ariadne           | 20      | Thomas Pringle                    | 0        | 0         | 0         | Fregatte, mit Weiterleitung von Signalen betraut |
| Nachhut           |         |                                   |          |           |           |                                                  |
| Yarmouth          | 64      | Nathaniel Bateman                 | 0        | 0         | 0         |                                                  |
| Lion              | 64      | William Cornwallis                | 21       | 30        | 51        |                                                  |
| Vigilant          | 64      | Digby Dent                        | 0        | 0         | 0         |                                                  |
| Conqueror         | 74      | Harry Harmood                     | 0        | 0         | 0         | Geschwaderflaggschiff                            |
| Cornwall          | 74      | Timothy Edwards                   | 16       | 27        | 43        |                                                  |
| Manmouth          | 64      | Robert Fanshawe                   | 25       | 28        | 53        |                                                  |
| Graften           | 74      | Andrew Wilkinson                  | 35       | 63        | 98        |                                                  |
| weitere Einheiten |         |                                   |          |           |           |                                                  |
| Boreas            | 28      | Charles Thompson                  | 0        | 0         | 0         |                                                  |
| Proserpine        | 28      |                                   | 0        | 0         | 0         |                                                  |

#### Frankreich
| Schiff                            | Kanonen                           | Kommandant                                    | Verluste                          | Verluste                          | Verluste                          | Anmerkungen                                                      |
| Schiff                            | Kanonen                           | Kommandant                                    | getötet                           | verwundet                         | Insgesamt                         | Anmerkungen                                                      |
| Escadre blanche et bleue (Vorhut) | Escadre blanche et bleue (Vorhut) | Escadre blanche et bleue (Vorhut)             | Escadre blanche et bleue (Vorhut) | Escadre blanche et bleue (Vorhut) | Escadre blanche et bleue (Vorhut) | Escadre blanche et bleue (Vorhut)                                |
| --------------------------------- | --------------------------------- | --------------------------------------------- | --------------------------------- | --------------------------------- | --------------------------------- | ---------------------------------------------------------------- |
| Zélé                              | 74                                | Jacques-Melchior Saint-Laurent                |                                   |                                   |                                   |                                                                  |
| Fantasque                         | 64                                | Pierre André de Suffren                       | 22                                | 43                                | 65                                |                                                                  |
| Magnifique                        | 74                                | François-Louis de Brach                       |                                   |                                   |                                   |                                                                  |
| Tonnant                           | 80                                | Paul-Jacques de Bruyères-Chalabre             |                                   |                                   |                                   | Geschwaderflaggschiff von GL Pierre-Claude Haudeneau de Breugnon |
| Protecteur                        | 74                                | Étienne de Grasse-Limermont                   |                                   |                                   |                                   |                                                                  |
| Fier                              | 50                                | Jean-Baptiste Turpin du Breuil                |                                   |                                   |                                   |                                                                  |
| Dauphin Royal                     | 74                                | Claude Mithon de Senneville de Genouilly      |                                   |                                   |                                   |                                                                  |
| Provence                          | 64                                | Victor-Louis Desmichels de Champorcin         |                                   |                                   |                                   |                                                                  |
| Escadre blanche (Zentrum)         |                                   |                                               |                                   |                                   |                                   |                                                                  |
| Fendant                           | 74                                | Louis-Philippe de Vaudreuil                   |                                   |                                   |                                   |                                                                  |
| Artésien                          | 64                                | Antoine de Thomassin de Peynier               |                                   |                                   |                                   |                                                                  |
| Fier Rodrigue                     | 50                                | Montault                                      |                                   |                                   |                                   |                                                                  |
| Hector                            | 74                                | Pierre de Moriès-Castellet                    |                                   |                                   |                                   |                                                                  |
| Languedoc                         | 80                                | Henri-Louis de Boulainvilliers de Croy        |                                   |                                   |                                   | Flottenflaggschiff von Vice-amiral Charles Henri d’Estaing       |
| Robuste                           | 74                                | François Joseph Paul de Grasse (CdE)          |                                   |                                   |                                   |                                                                  |
| Vaillant                          | 64                                | Joseph-Bernard de Chabert-Cogolin             |                                   |                                   |                                   |                                                                  |
| Sagittaire                        | 50                                | François Hector d’Albert de Rions             |                                   |                                   |                                   |                                                                  |
| Guerrier                          | 74                                | Louis Antoine de Bougainville                 |                                   |                                   |                                   |                                                                  |
| Escadre bleue (Nachhut)           |                                   |                                               |                                   |                                   |                                   |                                                                  |
| Sphinx                            | 64                                | Claude-René Pâris de Soulanges                |                                   |                                   |                                   |                                                                  |
| Diadème                           | 74                                | Charles Picot de Dampierre                    |                                   |                                   |                                   |                                                                  |
| Amphion                           | 50                                | Ferron de Quengo                              |                                   |                                   |                                   |                                                                  |
| Marseillois                       | 74                                | Louis-Armand de La Poype de Vertrieux         |                                   |                                   |                                   |                                                                  |
| César                             | 74                                | Jean-Baptiste de Moriès de Castellet          |                                   |                                   |                                   | Geschwaderflaggschiff von CdE Jean-Joseph de Rafélis de Broves   |
| Vengeur                           | 64                                | Jean-Georges du Croiset de Retz               |                                   |                                   |                                   |                                                                  |
| Refléchi                          | 64                                | Armand-François Cillart de Suville            |                                   |                                   |                                   |                                                                  |
| Annibal                           | 74                                | Toussaint-Guillaume Picquet de la Motte (CdE) | 59                                | 90                                | 149                               |                                                                  |
| Fregatten und sonstige Schiffe    |                                   |                                               |                                   |                                   |                                   |                                                                  |
| Deligente                         | 26                                | Charles Louis du Chilleau                     |                                   |                                   |                                   |                                                                  |
| Fortunée                          | 32                                | Charles Louis de Bernard de Marigny           |                                   |                                   |                                   |                                                                  |
| Concorde                          | 32                                |                                               |                                   |                                   |                                   |                                                                  |
| Etourdie                          | 20                                | Charles René Louis de Bernard de Marigny      |                                   |                                   |                                   |                                                                  |
| Blanche                           | 26                                | Athanase Scipion Barrin de La Galissonnière   |                                   |                                   |                                   |                                                                  |
| Alcmène                           | 32                                | Pierre-René-Bénigne-Mériadec de Bonneval      |                                   |                                   |                                   |                                                                  |
| Iphigénie                         | 32                                | Armand-Guy Simon de Coëtnempren               |                                   |                                   |                                   |                                                                  |
| Chimère                           | 30                                |                                               |                                   |                                   |                                   |                                                                  |
| Lively                            | 20                                |                                               |                                   |                                   |                                   |                                                                  |
| Cérès                             | 18                                | Jean-Baptiste Prevost de Sansac de Traversay  |                                   |                                   |                                   |                                                                  |
| Amazone                           | 32                                |                                               |                                   |                                   |                                   |                                                                  |
| Boudeuse                          | 32                                | Jacques Raymond de Grenier du Giron           |                                   |                                   |                                   |                                                                  |
| Alerte                            | 18                                |                                               |                                   |                                   |                                   |                                                                  |